# Liste der Orte im Landkreis Märkisch-Oderland

Wappen des Kreises

Diese Liste enthält Siedlungen und Orte des Landkreises Märkisch-Oderland in Brandenburg. Zusätzlich angegeben sind die Art der Gemeinde und die übergeordnete Einheit. Durch Klicken auf das quadratische Symbol in der Titelzeile kann die Liste nach den einzelnen Parametern sortiert werden.
Als Sonstiges Siedlungsgebiet gelten vor allem Ortslagen und weitere Wohnplätze.
Grundlage für die Angaben sind die beim Online-Dienstleistungsportal des Landes Brandenburg abrufbaren Daten (Stand. 1. Januar 2009). 567 Siedlungen sind in dieser Liste aufgenommen. Ortsnamen können mehrfach genannt sein, wenn dieser Ort sowohl als Orts- als auch als Gemeindeliste gelistet ist.

## Liste
| Name                       | Art          | übergeordnete Einheit                             |
| -------------------------- | ------------ | ------------------------------------------------- |
| Ackermannshof              | Gemeindeteil | Amt Falkenberg-Höhe, Falkenberg                   |
| Alt Langsow                | Gemeindeteil | Seelow                                            |
| Alt Mahlisch               | Ortsteil     | Amt Seelow-Land, Fichtenhöhe                      |
| Alt Rosenthal              | Ortsteil     | Amt Seelow-Land, Vierlinden                       |
| Alt Rosenthal              | Gemeindeteil | Amt Seelow-Land, Vierlinden                       |
| Alt Rüdersdorf             | Wohnplatz    | Rüdersdorf bei Berlin                             |
| Alt Tucheband              | Ortsteil     | Amt Golzow, Alt Tucheband                         |
| Alt Tucheband              | Gemeindeteil | Amt Golzow, Alt Tucheband                         |
| Alt Zeschdorf              | Ortsteil     | Amt Lebus, Zeschdorf                              |
| Alt Zeschdorf              | Gemeindeteil | Amt Lebus, Zeschdorf                              |
| Altbarnim                  | Gemeindeteil | Amt Barnim-Oderbruch, Neutrebbin                  |
| Altbarnim                  | Ortsteil     | Amt Barnim-Oderbruch, Neutrebbin                  |
| Altbleyen                  | Gemeindeteil | Amt Golzow, Bleyen-Genschmar                      |
| Alte Grund                 | Wohnplatz    | Rüdersdorf bei Berlin                             |
| Alte Mühle                 | Wohnplatz    | Müncheberg                                        |
| Alte Schleuse              | Wohnplatz    | Bad Freienwalde (Oder)                            |
| Alte Walkmühle             | Wohnplatz    | Strausberg                                        |
| Altfriedland               | Ortsteil     | Amt Seelow-Land, Neuhardenberg                    |
| Altfriedland               | Gemeindeteil | Amt Seelow-Land, Neuhardenberg                    |
| Altgaul                    | Gemeindeteil | Wriezen                                           |
| Altglietzen                | Ortsteil     | Bad Freienwalde (Oder)                            |
| Altkietz                   | Wohnplatz    | Bad Freienwalde (Oder)                            |
| Altkietz                   | Wohnplatz    | Wriezen                                           |
| Altlandsberg Nord          | Wohnplatz    | Altlandsberg                                      |
| Altlandsberg West          | Wohnplatz    | Altlandsberg                                      |
| Altlandsberg               | Stadt        | Altlandsberg                                      |
| Altlandsberg               | Ortsteil     | Altlandsberg                                      |
| Altlangsower Loose         | Wohnplatz    | Seelow                                            |
| Altlewin                   | Gemeindeteil | Amt Barnim-Oderbruch, Neutrebbin                  |
| Altmädewitz                | Gemeindeteil | Amt Barnim-Oderbruch, Oderaue                     |
| Altmädewitzer Loose        | Wohnplatz    | Amt Barnim-Oderbruch, Oderaue                     |
| Altranft                   | Ortsteil     | Bad Freienwalde (Oder)                            |
| Altreetz                   | Ortsteil     | Amt Barnim-Oderbruch, Oderaue                     |
| Altreetzer Loose           | Wohnplatz    | Amt Barnim-Oderbruch, Oderaue                     |
| Alttornow                  | Wohnplatz    | Bad Freienwalde (Oder)                            |
| Alttrebbin                 | Gemeindeteil | Amt Barnim-Oderbruch, Neutrebbin                  |
| Alttrebbin                 | Ortsteil     | Amt Barnim-Oderbruch, Neutrebbin                  |
| Altwriezen                 | Gemeindeteil | Wriezen                                           |
| Altwriezen/Beauregard      | Ortsteil     | Wriezen                                           |
| Altwriezener Loose         | Wohnplatz    | Wriezen                                           |
| Altwustrow                 | Gemeindeteil | Amt Barnim-Oderbruch, Oderaue                     |
| Am Bahnhof                 | Gemeindeteil | Amt Barnim-Oderbruch, Oderaue                     |
| Amalienhof                 | Wohnplatz    | Amt Falkenberg-Höhe, Falkenberg                   |
| Amtsfreiheit               | Wohnplatz    | Altlandsberg                                      |
| Anitz                      | Wohnplatz    | Amt Märkische Schweiz, Garzau-Garzin              |
| Augustenaue                | Wohnplatz    | Müncheberg                                        |
| Ausbau                     | Wohnplatz    | Letschin                                          |
| Ausbau Tiefensee           | Wohnplatz    | Amt Falkenberg-Höhe, Höhenland                    |
| Bad Freienwalde (Oder)     | Stadt        | Bad Freienwalde (Oder)                            |
| Bahnhof                    | Wohnplatz    | Amt Falkenberg-Höhe, Höhenland                    |
| Bahnhof Oderberg/Bralitz   | Wohnplatz    | Bad Freienwalde (Oder)                            |
| Baiersberg                 | Gemeindeteil | Amt Golzow, Zechin                                |
| Bärwinkel                  | Gemeindeteil | Amt Seelow-Land, Neuhardenberg                    |
| Basta                      | Wohnplatz    | Letschin                                          |
| Batzlow                    | Ortsteil     | Amt Märkische Schweiz, Märkische Höhe             |
| Batzlow                    | Gemeindeteil | Amt Märkische Schweiz, Märkische Höhe             |
| Beauregard                 | Gemeindeteil | Wriezen                                           |
| Beerbaum                   | Gemeindeteil | Amt Falkenberg-Höhe, Heckelberg-Brunow            |
| Beiersdorf                 | Ortsteil     | Amt Falkenberg-Höhe, Beiersdorf-Freudenberg       |
| Beiersdorf Ausbau          | Wohnplatz    | Amt Falkenberg-Höhe, Beiersdorf-Freudenberg       |
| Bergbrück                  | Wohnplatz    | Rüdersdorf bei Berlin                             |
| Berghof                    | Wohnplatz    | Müncheberg                                        |
| Berghof                    | Wohnplatz    | Rüdersdorf bei Berlin                             |
| Bergkolonie                | Wohnplatz    | Bad Freienwalde (Oder)                            |
| Bergmannsglück             | Wohnplatz    | Rüdersdorf bei Berlin                             |
| Bergschäferei              | Gemeindeteil | Amt Märkische Schweiz, Garzau-Garzin              |
| Bergthal                   | Wohnplatz    | Bad Freienwalde (Oder)                            |
| Bienenwerder               | Gemeindeteil | Müncheberg                                        |
| Bienenwerder               | Gemeindeteil | Amt Barnim-Oderbruch, Oderaue                     |
| Bieruthof                  | Wohnplatz    | Letschin                                          |
| Biesdorf                   | Ortsteil     | Wriezen                                           |
| Biesdorf                   | Gemeindeteil | Wriezen                                           |
| Biesow                     | Gemeindeteil | Amt Barnim-Oderbruch, Prötzel                     |
| Birkenstein                | Gemeindeteil | Hoppegarten                                       |
| Bleyen                     | Ortsteil     | Amt Golzow, Bleyen-Genschmar                      |
| Bliesdorf                  | Ortsteil     | Amt Barnim-Oderbruch, Bliesdorf                   |
| Bliesdorf                  | Gemeindeteil | Amt Barnim-Oderbruch, Bliesdorf                   |
| Bliesdorfer Feld           | Wohnplatz    | Amt Barnim-Oderbruch, Neutrebbin                  |
| Blumenthal                 | Gemeindeteil | Amt Barnim-Oderbruch, Prötzel                     |
| Bochows-Loos               | Gemeindeteil | Amt Barnim-Oderbruch, Bliesdorf                   |
| Bodens Eichen              | Wohnplatz    | Amt Falkenberg-Höhe, Falkenberg                   |
| Bollensdorf                | Wohnplatz    | Neuenhagen bei Berlin                             |
| Bollersdorf                | Ortsteil     | Amt Märkische Schweiz, Oberbarnim                 |
| Bollersdorfer Höhe         | Wohnplatz    | Amt Märkische Schweiz, Oberbarnim                 |
| Bralitz                    | Ortsteil     | Bad Freienwalde (Oder)                            |
| Brieseberg                 | Wohnplatz    | Amt Barnim-Oderbruch, Neulewin                    |
| Brigittenhof               | Wohnplatz    | Müncheberg                                        |
| Broichsdorf                | Wohnplatz    | Amt Falkenberg-Höhe, Falkenberg                   |
| Bruchmühle                 | Ortsteil     | Altlandsberg                                      |
| Brückmühle                 | Wohnplatz    | Amt Lebus, Lebus                                  |
| Brunow                     | Ortsteil     | Amt Falkenberg-Höhe, Heckelberg-Brunow            |
| Brunow                     | Gemeindeteil | Amt Falkenberg-Höhe, Heckelberg-Brunow            |
| Buchenfried                | Wohnplatz    | Amt Märkische Schweiz, Buckow (Märkische Schweiz) |
| Buchholz                   | Ortsteil     | Altlandsberg                                      |
| Buckow                     | Gemeindeteil | Amt Märkische Schweiz, Buckow (Märkische Schweiz) |
| Buckow (Märkische Schweiz) | Stadt        | Amt Märkische Schweiz, Buckow (Märkische Schweiz) |
| Burgwall                   | Wohnplatz    | Amt Barnim-Oderbruch, Neutrebbin                  |
| Busch                      | Wohnplatz    | Letschin                                          |
| Buschdorf                  | Ortsteil     | Amt Golzow, Zechin                                |
| Carzig                     | Ortsteil     | Amt Seelow-Land, Fichtenhöhe                      |
| Cavelswerder               | Wohnplatz    | Amt Barnim-Oderbruch, Neutrebbin                  |
| Chausseehaus               | Wohnplatz    | Altlandsberg                                      |
| Christiansaue              | Wohnplatz    | Amt Barnim-Oderbruch, Oderaue                     |
| Cöthen                     | Gemeindeteil | Amt Falkenberg-Höhe, Falkenberg                   |
| Croustillier               | Wohnplatz    | Amt Barnim-Oderbruch, Oderaue                     |
| Dahlwitz-Hoppegarten       | Gemeindeteil | Hoppegarten                                       |
| Dahlwitz-Hoppegarten       | Ortsteil     | Hoppegarten                                       |
| Dahmsdorf                  | Gemeindeteil | Müncheberg                                        |
| Dammkrug                   | Wohnplatz    | Amt Barnim-Oderbruch, Bliesdorf                   |
| Dannenberg/Mark            | Gemeindeteil | Amt Falkenberg-Höhe, Falkenberg                   |
| Dannenberg/Mark            | Ortsteil     | Amt Falkenberg-Höhe, Falkenberg                   |
| Deichhof                   | Wohnplatz    | Bad Freienwalde (Oder)                            |
| Diedersdorf                | Ortsteil     | Amt Seelow-Land, Vierlinden                       |
| Diedersdorf                | Gemeindeteil | Amt Seelow-Land, Vierlinden                       |
| Döbberin                   | Ortsteil     | Amt Lebus, Zeschdorf                              |
| Dolgelin                   | Ortsteil     | Amt Seelow-Land, Lindendorf                       |
| Dolgelin                   | Gemeindeteil | Amt Seelow-Land, Lindendorf                       |
| Dornbuschmühle             | Wohnplatz    | Amt Barnim-Oderbruch, Bliesdorf                   |
| Drei Kronen                | Wohnplatz    | Letschin                                          |
| Dreieichen                 | Wohnplatz    | Amt Märkische Schweiz, Buckow (Märkische Schweiz) |
| Drewitz Ausbau             | Gemeindeteil | Amt Golzow, Bleyen-Genschmar                      |
| Eduardshof                 | Wohnplatz    | Bad Freienwalde (Oder)                            |
| Eggersdorf                 | Gemeindeteil | Petershagen/Eggersdorf                            |
| Eggersdorf                 | Ortsteil     | Müncheberg                                        |
| Eggersdorf-Siedlung        | Gemeindeteil | Müncheberg                                        |
| Eichenbrandt               | Gemeindeteil | Altlandsberg                                      |
| Eichendorfer Mühle         | Wohnplatz    | Müncheberg                                        |
| Eichenhof                  | Wohnplatz    | Amt Golzow, Zechin                                |
| Eichwerder                 | Ortsteil     | Wriezen                                           |
| Eichwerder                 | Gemeindeteil | Wriezen                                           |
| Elisenberg                 | Wohnplatz    | Amt Lebus, Lebus                                  |
| Elisenheim                 | Wohnplatz    | Amt Lebus, Lebus                                  |
| Elisenhof                  | Wohnplatz    | Müncheberg                                        |
| Elisenhof                  | Wohnplatz    | Neuenhagen bei Berlin                             |
| Emilienhof                 | Gemeindeteil | Amt Barnim-Oderbruch, Bliesdorf                   |
| Ernsthof                   | Gemeindeteil | Amt Märkische Schweiz, Oberbarnim                 |
| Falkenberg/Mark            | Gemeindeteil | Amt Falkenberg-Höhe, Falkenberg                   |
| Falkenberg/Mark            | Ortsteil     | Amt Falkenberg-Höhe, Falkenberg                   |
| Falkenhagen (Mark)         | Gemeinde     | Amt Seelow-Land, Falkenhagen (Mark)               |
| Falkenhagen                | Gemeindeteil | Amt Seelow-Land, Falkenhagen (Mark)               |
| Fasanenpark                | Wohnplatz    | Strausberg                                        |
| Ferdinandshof              | Wohnplatz    | Amt Barnim-Oderbruch, Neulewin                    |
| Fischerkehle               | Wohnplatz    | Amt Märkische Schweiz, Buckow (Märkische Schweiz) |
| Flämmingsau                | Wohnplatz    | Bad Freienwalde (Oder)                            |
| Forstacker                 | Gemeindeteil | Letschin                                          |
| Försterei Lattbusch        | Wohnplatz    | Amt Barnim-Oderbruch, Prötzel                     |
| Forsthaus Radebrück        | Wohnplatz    | Altlandsberg                                      |
| Frankenfelde               | Ortsteil     | Wriezen                                           |
| Frankfurter Vorstadt       | Wohnplatz    | Wriezen                                           |
| Franzenshof                | Gemeindeteil | Wriezen                                           |
| Franz-Künstler-Siedlung    | Wohnplatz    | Rüdersdorf bei Berlin                             |
| Fredersdorf-Nord           | Gemeindeteil | Fredersdorf-Vogelsdorf                            |
| Fredersdorf-Süd            | Gemeindeteil | Fredersdorf-Vogelsdorf                            |
| Freienwalder Ausbau        | Wohnplatz    | Bad Freienwalde (Oder)                            |
| Freudenberg                | Ortsteil     | Amt Falkenberg-Höhe, Beiersdorf-Freudenberg       |
| Friedenstal                | Gemeindeteil | Amt Seelow-Land, Lindendorf                       |
| Friedersdorf               | Ortsteil     | Amt Seelow-Land, Vierlinden                       |
| Friedersdorf               | Gemeindeteil | Amt Seelow-Land, Vierlinden                       |
| Friedrichsaue              | Ortsteil     | Amt Golzow, Zechin                                |
| Friedrichsaue              | Gemeindeteil | Amt Golzow, Zechin                                |
| Friedrich-Schiller-Höhe    | Wohnplatz    | Strausberg                                        |
| Friedrichshof              | Wohnplatz    | Müncheberg                                        |
| Friedrichshof              | Gemeindeteil | Amt Barnim-Oderbruch, Oderaue                     |
| Friedrichslust             | Wohnplatz    | Altlandsberg                                      |
| Fuchsberge                 | Wohnplatz    | Letschin                                          |
| Fuchsberge Ausbau          | Wohnplatz    | Letschin                                          |
| Gabow                      | Wohnplatz    | Bad Freienwalde (Oder)                            |
| Gartenstadt                | Wohnplatz    | Strausberg                                        |
| Garzau                     | Ortsteil     | Amt Märkische Schweiz, Garzau-Garzin              |
| Garzin                     | Ortsteil     | Amt Märkische Schweiz, Garzau-Garzin              |
| Genschmar                  | Ortsteil     | Amt Golzow, Bleyen-Genschmar                      |
| Genschmar                  | Gemeindeteil | Amt Golzow, Bleyen-Genschmar                      |
| Genschmarer Loose          | Gemeindeteil | Amt Golzow, Bleyen-Genschmar                      |
| Georgenthal                | Gemeindeteil | Amt Seelow-Land, Falkenhagen (Mark)               |
| Gerickensberg              | Gemeindeteil | Amt Golzow, Zechin                                |
| Gersdorf                   | Gemeindeteil | Amt Falkenberg-Höhe, Falkenberg                   |
| Gielsdorf                  | Ortsteil     | Altlandsberg                                      |
| Gieshof                    | Wohnplatz    | Letschin                                          |
| Gieshof-Zelliner Loose     | Ortsteil     | Letschin                                          |
| Gladowshöhe                | Wohnplatz    | Strausberg                                        |
| Golzow                     | Gemeinde     | Amt Golzow, Golzow                                |
| Golzow                     | Gemeindeteil | Amt Golzow, Golzow                                |
| Gorgast                    | Ortsteil     | Amt Golzow, Küstriner Vorland                     |
| Gorgast                    | Gemeindeteil | Amt Golzow, Küstriner Vorland                     |
| Gorgaster Loose            | Wohnplatz    | Amt Golzow, Küstriner Vorland                     |
| Görlsdorf                  | Ortsteil     | Amt Seelow-Land, Vierlinden                       |
| Görlsdorf                  | Gemeindeteil | Amt Seelow-Land, Vierlinden                       |
| Gottesgabe                 | Gemeindeteil | Amt Seelow-Land, Neuhardenberg                    |
| Graben                     | Wohnplatz    | Letschin                                          |
| Gratze                     | Gemeindeteil | Amt Falkenberg-Höhe, Heckelberg-Brunow            |
| Groß Neuendorf             | Ortsteil     | Letschin                                          |
| Groß Neuendorfer Loose     | Wohnplatz    | Letschin                                          |
| Großbarnim                 | Wohnplatz    | Amt Barnim-Oderbruch, Neutrebbin                  |
| Grube                      | Wohnplatz    | Amt Barnim-Oderbruch, Neutrebbin                  |
| Grüne Linde                | Wohnplatz    | Rüdersdorf bei Berlin                             |
| Grüner Baum                | Wohnplatz    | Amt Seelow-Land, Falkenhagen (Mark)               |
| Grunow                     | Ortsteil     | Amt Märkische Schweiz, Oberbarnim                 |
| Gusow                      | Ortsteil     | Amt Seelow-Land, Gusow-Platkow                    |
| Gusow                      | Gemeindeteil | Amt Seelow-Land, Gusow-Platkow                    |
| Gusower Loose              | Wohnplatz    | Amt Seelow-Land, Gusow-Platkow                    |
| Güstebieser Loose          | Ortsteil     | Amt Barnim-Oderbruch, Neulewin                    |
| Hackenow                   | Gemeindeteil | Amt Golzow, Alt Tucheband                         |
| Harnekop                   | Ortsteil     | Amt Barnim-Oderbruch, Prötzel                     |
| Harnekop                   | Gemeindeteil | Amt Barnim-Oderbruch, Prötzel                     |
| Haselberg                  | Ortsteil     | Wriezen                                           |
| Haselberg                  | Gemeindeteil | Wriezen                                           |
| Hasenholz                  | Gemeindeteil | Amt Märkische Schweiz, Buckow (Märkische Schweiz) |
| Hathenow                   | Ortsteil     | Amt Golzow, Alt Tucheband                         |
| Hathenow                   | Gemeindeteil | Amt Golzow, Alt Tucheband                         |
| Heckelberg                 | Ortsteil     | Amt Falkenberg-Höhe, Heckelberg-Brunow            |
| Heckelberg                 | Gemeindeteil | Amt Falkenberg-Höhe, Heckelberg-Brunow            |
| Hedwigshof                 | Gemeindeteil | Amt Seelow-Land, Vierlinden                       |
| Heeses Loos                | Wohnplatz    | Bad Freienwalde (Oder)                            |
| Heidekrug                  | Gemeindeteil | Müncheberg                                        |
| Heidekrug                  | Gemeindeteil | Amt Märkische Schweiz, Rehfelde                   |
| Heidekrug                  | Wohnplatz    | Amt Barnim-Oderbruch, Prötzel                     |
| Heidemühle                 | Wohnplatz    | Hoppegarten                                       |
| Heimstättensiedlung        | Gemeindeteil | Amt Golzow, Golzow                                |
| Heinrichsdorf              | Gemeindeteil | Amt Barnim-Oderbruch, Neulewin                    |
| Helenenruh                 | Wohnplatz    | Amt Seelow-Land, Falkenhagen (Mark)               |
| Hennickendorf              | Ortsteil     | Rüdersdorf bei Berlin                             |
| Henriettenhof              | Gemeindeteil | Amt Golzow, Bleyen-Genschmar                      |
| Hermersdorf                | Ortsteil     | Müncheberg                                        |
| Herrensee                  | Wohnplatz    | Amt Märkische Schweiz, Rehfelde                   |
| Herrenwiese                | Wohnplatz    | Bad Freienwalde (Oder)                            |
| Herrnhof                   | Gemeindeteil | Amt Barnim-Oderbruch, Bliesdorf                   |
| Herzershof                 | Gemeindeteil | Amt Golzow, Küstriner Vorland                     |
| Herzfelde                  | Ortsteil     | Rüdersdorf bei Berlin                             |
| Herzhorn                   | Gemeindeteil | Amt Barnim-Oderbruch, Reichenow-Möglin            |
| Hohenbusch                 | Wohnplatz    | Amt Golzow, Zechin                                |
| Hohenjesar                 | Gemeindeteil | Amt Lebus, Zeschdorf                              |
| Hohensaaten                | Ortsteil     | Bad Freienwalde (Oder)                            |
| Hohenstein                 | Ortsteil     | Strausberg                                        |
| Hohensteiner Mühle         | Wohnplatz    | Strausberg                                        |
| Hohenwutzen                | Ortsteil     | Bad Freienwalde (Oder)                            |
| Hönow Dorf                 | Wohnplatz    | Hoppegarten                                       |
| Hönow Nord                 | Wohnplatz    | Hoppegarten                                       |
| Hönow Süd                  | Wohnplatz    | Hoppegarten                                       |
| Hönow                      | Ortsteil     | Hoppegarten                                       |
| Hoppegarten                | Ortsteil     | Müncheberg                                        |
| Horst                      | Gemeindeteil | Amt Barnim-Oderbruch, Neutrebbin                  |
| Hortwinkel                 | Wohnplatz    | Rüdersdorf bei Berlin                             |
| Hufen                      | Gemeindeteil | Amt Seelow-Land, Vierlinden                       |
| Ihlow                      | Ortsteil     | Amt Märkische Schweiz, Oberbarnim                 |
| Jäckelsbruch               | Gemeindeteil | Wriezen                                           |
| Jahnsfelde                 | Ortsteil     | Müncheberg                                        |
| Jenseits des Sees          | Wohnplatz    | Strausberg                                        |
| Jochenshof                 | Wohnplatz    | Amt Seelow-Land, Falkenhagen (Mark)               |
| Johanneshof                | Wohnplatz    | Strausberg                                        |
| Julianenhof                | Gemeindeteil | Amt Märkische Schweiz, Märkische Höhe             |
| Jungfernloch               | Wohnplatz    | Bad Freienwalde (Oder)                            |
| Kähnsdorf                  | Wohnplatz    | Amt Barnim-Oderbruch, Prötzel                     |
| Kalkofen                   | Wohnplatz    | Bad Freienwalde (Oder)                            |
| Karlsbiese                 | Gemeindeteil | Amt Barnim-Oderbruch, Neulewin                    |
| Karlsdorf                  | Gemeindeteil | Amt Seelow-Land, Neuhardenberg                    |
| Karlshof                   | Gemeindeteil | Amt Seelow-Land, Gusow-Platkow                    |
| Karlshof                   | Gemeindeteil | Amt Barnim-Oderbruch, Neulewin                    |
| Katharinenhof              | Gemeindeteil | Amt Barnim-Oderbruch, Bliesdorf                   |
| Katharinhof                | Wohnplatz    | Amt Golzow, Küstriner Vorland                     |
| Kerstenbruch               | Gemeindeteil | Amt Barnim-Oderbruch, Neulewin                    |
| Kiehnwerder                | Ortsteil     | Letschin                                          |
| Kiehnwerder                | Gemeindeteil | Letschin                                          |
| Kienitz Nord               | Gemeindeteil | Letschin                                          |
| Kienitz                    | Ortsteil     | Letschin                                          |
| Kienitz                    | Gemeindeteil | Letschin                                          |
| Kienitzer Loose            | Wohnplatz    | Letschin                                          |
| Klein Neuendorf            | Gemeindeteil | Letschin                                          |
| Kleinbarnim                | Wohnplatz    | Amt Barnim-Oderbruch, Neutrebbin                  |
| Kleine Mühle               | Wohnplatz    | Wriezen                                           |
| Klessin                    | Gemeindeteil | Amt Lebus, Podelzig                               |
| Klosterdorf                | Ortsteil     | Amt Märkische Schweiz, Oberbarnim                 |
| Kolonie Fredersdorf        | Wohnplatz    | Fredersdorf-Vogelsdorf                            |
| Koppel                     | Wohnplatz    | Amt Seelow-Land, Neuhardenberg                    |
| Kruge                      | Gemeindeteil | Amt Falkenberg-Höhe, Falkenberg                   |
| Kruge/Gersdorf             | Ortsteil     | Amt Falkenberg-Höhe, Falkenberg                   |
| Krummenpfahl               | Gemeindeteil | Amt Falkenberg-Höhe, Falkenberg                   |
| Kruschke                   | Wohnplatz    | Letschin                                          |
| Kuhbrücke                  | Gemeindeteil | Amt Golzow, Küstriner Vorland                     |
| Kunersdorf                 | Ortsteil     | Amt Barnim-Oderbruch, Bliesdorf                   |
| Kunersdorf                 | Gemeindeteil | Amt Barnim-Oderbruch, Bliesdorf                   |
| Küstrin-Kietz              | Ortsteil     | Amt Golzow, Küstriner Vorland                     |
| Küstrin-Kietz              | Gemeindeteil | Amt Golzow, Küstriner Vorland                     |
| Landhof                    | Wohnplatz    | Müncheberg                                        |
| Landhof                    | Wohnplatz    | Rüdersdorf bei Berlin                             |
| Landhof                    | Gemeindeteil | Wriezen                                           |
| Lebus                      | Stadt        | Amt Lebus, Lebus                                  |
| Lebus                      | Gemeindeteil | Amt Lebus, Lebus                                  |
| Lehmannshöfel              | Gemeindeteil | Amt Golzow, Zechin                                |
| Letschin                   | Ortsteil     | Letschin                                          |
| Letschin                   | Gemeindeteil | Letschin                                          |
| Letschiner Loose           | Wohnplatz    | Letschin                                          |
| Leuenberg                  | Ortsteil     | Amt Falkenberg-Höhe, Höhenland                    |
| Libbenichen                | Ortsteil     | Amt Seelow-Land, Lindendorf                       |
| Lichtenow Dorf             | Wohnplatz    | Rüdersdorf bei Berlin                             |
| Lichtenow                  | Ortsteil     | Rüdersdorf bei Berlin                             |
| Liebenhof                  | Gemeindeteil | Amt Märkische Schweiz, Garzau-Garzin              |
| Lietzen                    | Gemeinde     | Amt Seelow-Land, Lietzen                          |
| Lietzen                    | Gemeindeteil | Amt Seelow-Land, Lietzen                          |
| Lindekes Loos              | Wohnplatz    | Bad Freienwalde (Oder)                            |
| Lindenhof                  | Wohnplatz    | Amt Lebus, Lebus                                  |
| Louisenberg                | Wohnplatz    | Amt Lebus, Zeschdorf                              |
| Louisenhof                 | Wohnplatz    | Letschin                                          |
| Lüdersdorf                 | Ortsteil     | Wriezen                                           |
| Lüdersdorf                 | Gemeindeteil | Wriezen                                           |
| Lüdersdorfer Siedlung      | Wohnplatz    | Wriezen                                           |
| Ludwigslust                | Gemeindeteil | Amt Seelow-Land, Vierlinden                       |
| Luisenhof                  | Wohnplatz    | Amt Seelow-Land, Falkenhagen (Mark)               |
| Lupinenhof                 | Wohnplatz    | Amt Seelow-Land, Neuhardenberg                    |
| Mädewitz                   | Ortsteil     | Amt Barnim-Oderbruch, Oderaue                     |
| Mallnow                    | Ortsteil     | Amt Lebus, Lebus                                  |
| Mallnow                    | Gemeindeteil | Amt Lebus, Lebus                                  |
| Manschnow                  | Ortsteil     | Amt Golzow, Küstriner Vorland                     |
| Manschnow                  | Gemeindeteil | Amt Golzow, Küstriner Vorland                     |
| Manschnower Loose          | Wohnplatz    | Amt Golzow, Küstriner Vorland                     |
| Mariannenhof               | Gemeindeteil | Wriezen                                           |
| Marienberg                 | Gemeindeteil | Wriezen                                           |
| Marienfeld                 | Gemeindeteil | Müncheberg                                        |
| Marienheide                | Wohnplatz    | Neuenhagen bei Berlin                             |
| Marienhof                  | Wohnplatz    | Amt Barnim-Oderbruch, Bliesdorf                   |
| Marxdorf                   | Ortsteil     | Amt Seelow-Land, Vierlinden                       |
| Maxseesiedlung             | Wohnplatz    | Müncheberg                                        |
| Metzdorf                   | Ortsteil     | Amt Barnim-Oderbruch, Bliesdorf                   |
| Möglin                     | Ortsteil     | Amt Barnim-Oderbruch, Reichenow-Möglin            |
| Möglin                     | Gemeindeteil | Amt Barnim-Oderbruch, Reichenow-Möglin            |
| Mönchsheim                 | Wohnplatz    | Hoppegarten                                       |
| Moorhof                    | Wohnplatz    | Amt Märkische Schweiz, Waldsieversdorf            |
| Müncheberg                 | Stadt        | Müncheberg                                        |
| Müncheberg                 | Ortsteil     | Müncheberg                                        |
| Müncheberger Loose         | Wohnplatz    | Müncheberg                                        |
| Müncheberger Siedlung      | Wohnplatz    | Müncheberg                                        |
| Münchehofe                 | Ortsteil     | Hoppegarten                                       |
| Münchehofe                 | Ortsteil     | Müncheberg                                        |
| Neu Mahlisch               | Ortsteil     | Amt Seelow-Land, Lindendorf                       |
| Neu Manschnow              | Gemeindeteil | Amt Golzow, Küstriner Vorland                     |
| Neu Podelzig               | Wohnplatz    | Amt Lebus, Podelzig                               |
| Neu Rosenthal              | Gemeindeteil | Letschin                                          |
| Neu Tucheband              | Gemeindeteil | Amt Golzow, Alt Tucheband                         |
| Neu Werbig                 | Wohnplatz    | Seelow                                            |
| Neubarnim                  | Ortsteil     | Letschin                                          |
| Neubarnimer Ausbau         | Wohnplatz    | Letschin                                          |
| Neubleyen                  | Gemeindeteil | Amt Golzow, Bleyen-Genschmar                      |
| Neubodengrün               | Wohnplatz    | Müncheberg                                        |
| Neuenhagen                 | Ortsteil     | Bad Freienwalde (Oder)                            |
| Neuenhagen bei Berlin      | Gemeinde     | Neuenhagen bei Berlin                             |
| Neuentempel                | Gemeindeteil | Amt Seelow-Land, Vierlinden                       |
| Neuentempel                | Ortsteil     | Amt Seelow-Land, Vierlinden                       |
| Neuenzoll                  | Wohnplatz    | Bad Freienwalde (Oder)                            |
| Neufeld                    | Gemeindeteil | Amt Seelow-Land, Neuhardenberg                    |
| Neufriedland               | Gemeindeteil | Amt Seelow-Land, Neuhardenberg                    |
| Neugaul                    | Gemeindeteil | Wriezen                                           |
| Neugersdorf                | Gemeindeteil | Amt Falkenberg-Höhe, Falkenberg                   |
| Neuglietzen                | Wohnplatz    | Bad Freienwalde (Oder)                            |
| Neuhardenberg              | Gemeinde     | Amt Seelow-Land, Neuhardenberg                    |
| Neuhardenberg              | Gemeindeteil | Amt Seelow-Land, Neuhardenberg                    |
| Neuhof                     | Wohnplatz    | Amt Golzow, Küstriner Vorland                     |
| Neuhof                     | Wohnplatz    | Amt Seelow-Land, Gusow-Platkow                    |
| Neuhof II                  | Wohnplatz    | Amt Golzow, Küstriner Vorland                     |
| Neuhönow                   | Gemeindeteil | Altlandsberg                                      |
| Neukarlshof                | Wohnplatz    | Amt Barnim-Oderbruch, Neulewin                    |
| Neukietz                   | Gemeindeteil | Bad Freienwalde (Oder)                            |
| Neukietz                   | Gemeindeteil | Amt Barnim-Oderbruch, Oderaue                     |
| Neuküstrinchen             | Ortsteil     | Amt Barnim-Oderbruch, Oderaue                     |
| Neuküstrinchen             | Gemeindeteil | Amt Barnim-Oderbruch, Oderaue                     |
| Neulangsow                 | Gemeindeteil | Seelow                                            |
| Neulewin                   | Ortsteil     | Amt Barnim-Oderbruch, Neulewin                    |
| Neulewin                   | Gemeindeteil | Amt Barnim-Oderbruch, Neulewin                    |
| Neulietzegöricke           | Ortsteil     | Amt Barnim-Oderbruch, Neulewin                    |
| Neulietzegöricker Loose    | Wohnplatz    | Amt Barnim-Oderbruch, Neulewin                    |
| Neumädewitz                | Gemeindeteil | Amt Barnim-Oderbruch, Oderaue                     |
| Neunziger Winkel           | Wohnplatz    | Amt Barnim-Oderbruch, Neutrebbin                  |
| Neuranft                   | Gemeindeteil | Amt Barnim-Oderbruch, Oderaue                     |
| Neureetz                   | Ortsteil     | Amt Barnim-Oderbruch, Oderaue                     |
| Neureetz                   | Gemeindeteil | Amt Barnim-Oderbruch, Oderaue                     |
| Neurüdnitz                 | Ortsteil     | Amt Barnim-Oderbruch, Oderaue                     |
| Neurüdnitz                 | Gemeindeteil | Amt Barnim-Oderbruch, Oderaue                     |
| Neutornow                  | Wohnplatz    | Bad Freienwalde (Oder)                            |
| Neutrebbin                 | Ortsteil     | Amt Barnim-Oderbruch, Neutrebbin                  |
| Neutrebbin                 | Gemeindeteil | Amt Barnim-Oderbruch, Neutrebbin                  |
| Neuwustrow                 | Gemeindeteil | Amt Barnim-Oderbruch, Oderaue                     |
| Neuzeschdorf               | Gemeindeteil | Amt Lebus, Zeschdorf                              |
| Niederjesar                | Ortsteil     | Amt Seelow-Land, Fichtenhöhe                      |
| Nieschen                   | Gemeindeteil | Amt Golzow, Bleyen-Genschmar                      |
| Nord                       | Gemeindeteil | Amt Seelow-Land, Lietzen                          |
| Obersdorf                  | Ortsteil     | Müncheberg                                        |
| Ortwig Graben              | Gemeindeteil | Letschin                                          |
| Ortwig                     | Ortsteil     | Letschin                                          |
| Ortwig                     | Gemeindeteil | Letschin                                          |
| Ortwiger Loose             | Wohnplatz    | Letschin                                          |
| Papierfabrik               | Gemeindeteil | Amt Falkenberg-Höhe, Falkenberg                   |
| Paschenbrück               | Wohnplatz    | Amt Seelow-Land, Gusow-Platkow                    |
| Paulshof                   | Gemeindeteil | Altlandsberg                                      |
| Paulshof                   | Wohnplatz    | Amt Barnim-Oderbruch, Oderaue                     |
| Petershagen                | Gemeindeteil | Petershagen/Eggersdorf                            |
| Petershagen                | Ortsteil     | Amt Lebus, Zeschdorf                              |
| Petershagen/Eggersdorf     | Gemeinde     | Petershagen/Eggersdorf                            |
| Philippinenhof             | Gemeindeteil | Müncheberg                                        |
| Philippsberg               | Wohnplatz    | Amt Barnim-Oderbruch, Neulewin                    |
| Platkow                    | Ortsteil     | Amt Seelow-Land, Gusow-Platkow                    |
| Platkow                    | Gemeindeteil | Amt Seelow-Land, Gusow-Platkow                    |
| Platkower Loose            | Wohnplatz    | Amt Seelow-Land, Gusow-Platkow                    |
| Platzfelde                 | Gemeindeteil | Amt Falkenberg-Höhe, Falkenberg                   |
| Podelzig                   | Gemeinde     | Amt Lebus, Podelzig                               |
| Podelzig                   | Gemeindeteil | Amt Lebus, Podelzig                               |
| Pohrtsche Siedlung         | Wohnplatz    | Petershagen/Eggersdorf                            |
| Posedin                    | Gemeindeteil | Letschin                                          |
| Postbruch                  | Wohnplatz    | Strausberg                                        |
| Prädikow                   | Ortsteil     | Amt Barnim-Oderbruch, Prötzel                     |
| Prädikow                   | Gemeindeteil | Amt Barnim-Oderbruch, Prötzel                     |
| Prenkeberg                 | Wohnplatz    | Letschin                                          |
| Pritzhagen                 | Gemeindeteil | Amt Märkische Schweiz, Oberbarnim                 |
| Pritzhagener Mühle         | Wohnplatz    | Amt Märkische Schweiz, Buckow (Märkische Schweiz) |
| Prötzel                    | Ortsteil     | Amt Barnim-Oderbruch, Prötzel                     |
| Prötzel                    | Gemeindeteil | Amt Barnim-Oderbruch, Prötzel                     |
| Provinzialsiedlung         | Wohnplatz    | Strausberg                                        |
| Quappendorf                | Gemeindeteil | Amt Seelow-Land, Neuhardenberg                    |
| Quappendorf                | Ortsteil     | Amt Seelow-Land, Neuhardenberg                    |
| Radebrück                  | Gemeindeteil | Altlandsberg                                      |
| Rädikow                    | Gemeindeteil | Wriezen                                           |
| Rathsdorf                  | Ortsteil     | Wriezen                                           |
| Rathsdorf                  | Gemeindeteil | Wriezen                                           |
| Rathstock                  | Ortsteil     | Amt Golzow, Alt Tucheband                         |
| Rathstock                  | Gemeindeteil | Amt Golzow, Alt Tucheband                         |
| Ravenstein                 | Wohnplatz    | Hoppegarten                                       |
| Regenmantel                | Gemeindeteil | Amt Seelow-Land, Falkenhagen (Mark)               |
| Regina                     | Wohnplatz    | Bad Freienwalde (Oder)                            |
| Rehfeld                    | Gemeindeteil | Letschin                                          |
| Rehfelde                   | Gemeindeteil | Amt Märkische Schweiz, Rehfelde                   |
| Rehfelde Siedlung          | Wohnplatz    | Amt Märkische Schweiz, Rehfelde                   |
| Rehfelde                   | Gemeinde     | Amt Märkische Schweiz, Rehfelde                   |
| Rehfelde-Dorf              | Gemeindeteil | Amt Märkische Schweiz, Rehfelde                   |
| Reichenberg                | Ortsteil     | Amt Märkische Schweiz, Märkische Höhe             |
| Reichenberg                | Gemeindeteil | Amt Märkische Schweiz, Märkische Höhe             |
| Reichenow                  | Ortsteil     | Amt Barnim-Oderbruch, Reichenow-Möglin            |
| Reichenow                  | Gemeindeteil | Amt Barnim-Oderbruch, Reichenow-Möglin            |
| Reitwein                   | Gemeinde     | Amt Lebus, Reitwein                               |
| Reitweiner Loose           | Wohnplatz    | Amt Lebus, Reitwein                               |
| Rhoneweg                   | Wohnplatz    | Amt Barnim-Oderbruch, Neutrebbin                  |
| Ringenwalde                | Ortsteil     | Amt Märkische Schweiz, Märkische Höhe             |
| Ringenwalde                | Gemeindeteil | Amt Märkische Schweiz, Märkische Höhe             |
| Roter Hof                  | Wohnplatz    | Strausberg                                        |
| Rüdersdorf bei Berlin      | Gemeinde     | Rüdersdorf bei Berlin                             |
| Rüdersdorfer Grund         | Wohnplatz    | Rüdersdorf bei Berlin                             |
| Rüdnitzer Ausbau           | Wohnplatz    | Amt Barnim-Oderbruch, Oderaue                     |
| Ruhlsdorf                  | Wohnplatz    | Strausberg                                        |
| Saaten-Neuendorf           | Wohnplatz    | Bad Freienwalde (Oder)                            |
| Sachsendorf                | Ortsteil     | Amt Seelow-Land, Lindendorf                       |
| Sachsendorf                | Gemeindeteil | Amt Seelow-Land, Lindendorf                       |
| Sachsendorfer Loose        | Wohnplatz    | Amt Seelow-Land, Lindendorf                       |
| Schäferei                  | Gemeindeteil | Amt Golzow, Küstriner Vorland                     |
| Schäferei                  | Wohnplatz    | Amt Lebus, Podelzig                               |
| Schaumburg                 | Gemeindeteil | Amt Golzow, Bleyen-Genschmar                      |
| Schiffmühle                | Ortsteil     | Bad Freienwalde (Oder)                            |
| Schlaanhof                 | Wohnplatz    | Amt Seelow-Land, Neuhardenberg                    |
| Schlagenthin               | Gemeindeteil | Müncheberg                                        |
| Schließkenberg             | Gemeindeteil | Amt Barnim-Oderbruch, Neutrebbin                  |
| Schmermühle                | Wohnplatz    | Amt Seelow-Land, Lietzen                          |
| Schmiede                   | Wohnplatz    | Amt Falkenberg-Höhe, Höhenland                    |
| Schönfließ                 | Ortsteil     | Amt Lebus, Lebus                                  |
| Schönfließ                 | Gemeindeteil | Amt Lebus, Lebus                                  |
| Schulzendorf               | Ortsteil     | Wriezen                                           |
| Schulzendorf               | Gemeindeteil | Wriezen                                           |
| Schulzenhöhe               | Wohnplatz    | Rüdersdorf bei Berlin                             |
| Schweizerhaus              | Wohnplatz    | Seelow                                            |
| Seebad Rüdersdorf          | Wohnplatz    | Rüdersdorf bei Berlin                             |
| Seeberg                    | Gemeindeteil | Altlandsberg                                      |
| Seeberg-Dorf               | Wohnplatz    | Altlandsberg                                      |
| Seeberg-Siedlung           | Wohnplatz    | Altlandsberg                                      |
| Seelow                     | Stadt        | Seelow                                            |
| Seelower Loose             | Wohnplatz    | Seelow                                            |
| Siedlung                   | Wohnplatz    | Bad Freienwalde (Oder)                            |
| Siedlung                   | Gemeindeteil | Amt Lebus, Podelzig                               |
| Siedlung                   | Gemeindeteil | Amt Barnim-Oderbruch, Neutrebbin                  |
| Siedlung Rotes Luch        | Wohnplatz    | Amt Märkische Schweiz, Rehfelde                   |
| Sietzing                   | Ortsteil     | Letschin                                          |
| Sietzing                   | Gemeindeteil | Letschin                                          |
| Solikante                  | Gemeindeteil | Letschin                                          |
| Sonnenburg                 | Wohnplatz    | Bad Freienwalde (Oder)                            |
| Sophienfelde               | Wohnplatz    | Amt Märkische Schweiz, Rehfelde                   |
| Sophienhof                 | Gemeindeteil | Amt Barnim-Oderbruch, Bliesdorf                   |
| Sophienthal                | Ortsteil     | Letschin                                          |
| Sophienthal                | Gemeindeteil | Letschin                                          |
| Spadille                   | Wohnplatz    | Letschin                                          |
| Spitz                      | Gemeindeteil | Amt Barnim-Oderbruch, Oderaue                     |
| Spitzmühle                 | Wohnplatz    | Altlandsberg                                      |
| Stadtstelle                | Gemeindeteil | Amt Barnim-Oderbruch, Prötzel                     |
| Steinau                    | Wohnplatz    | Altlandsberg                                      |
| Steinbeck                  | Ortsteil     | Amt Falkenberg-Höhe, Höhenland                    |
| Steintoch                  | Ortsteil     | Letschin                                          |
| Steintoch                  | Gemeindeteil | Letschin                                          |
| Sternebeck                 | Ortsteil     | Amt Barnim-Oderbruch, Prötzel                     |
| Sternebeck                 | Gemeindeteil | Amt Barnim-Oderbruch, Prötzel                     |
| Sternkrug                  | Wohnplatz    | Amt Falkenberg-Höhe, Höhenland                    |
| Steuerhaus                 | Wohnplatz    | Strausberg                                        |
| Strausberg                 | Stadt        | Strausberg                                        |
| Stromfeld                  | Wohnplatz    | Amt Barnim-Oderbruch, Neutrebbin                  |
| Sydowswiese                | Gemeindeteil | Letschin                                          |
| Tannenhof                  | Wohnplatz    | Amt Golzow, Küstriner Vorland                     |
| Tasdorf                    | Wohnplatz    | Rüdersdorf bei Berlin                             |
| Thöringswerder             | Gemeindeteil | Wriezen                                           |
| Tiefenseer Siedlung        | Gemeindeteil | Amt Falkenberg-Höhe, Heckelberg-Brunow            |
| Torfhaus                   | Wohnplatz    | Strausberg                                        |
| Torgelow                   | Gemeindeteil | Amt Falkenberg-Höhe, Falkenberg                   |
| Tornow                     | Wohnplatz    | Amt Märkische Schweiz, Oberbarnim                 |
| Tortz                      | Wohnplatz    | Amt Falkenberg-Höhe, Falkenberg                   |
| Trebnitz                   | Ortsteil     | Müncheberg                                        |
| Treplin                    | Gemeinde     | Amt Lebus, Treplin                                |
| Treuenhof                  | Wohnplatz    | Strausberg                                        |
| Uchtenhagen                | Wohnplatz    | Amt Falkenberg-Höhe, Falkenberg                   |
| Vevais                     | Gemeindeteil | Amt Barnim-Oderbruch, Bliesdorf                   |
| Vogelsdorf                 | Gemeindeteil | Fredersdorf-Vogelsdorf                            |
| Vorwerk                    | Gemeindeteil | Altlandsberg                                      |
| Vorwerk                    | Wohnplatz    | Seelow                                            |
| Vorwerk                    | Gemeindeteil | Amt Seelow-Land, Lietzen                          |
| Vorwerk                    | Gemeindeteil | Amt Seelow-Land, Vierlinden                       |
| Vorwerk Mehrin             | Wohnplatz    | Letschin                                          |
| Voßberg                    | Gemeindeteil | Letschin                                          |
| Waldesruh                  | Gemeindeteil | Hoppegarten                                       |
| Waldhaus                   | Wohnplatz    | Bad Freienwalde (Oder)                            |
| Waldkante                  | Wohnplatz    | Altlandsberg                                      |
| Waldschänke                | Wohnplatz    | Müncheberg                                        |
| Waldsiedlung               | Gemeindeteil | Amt Seelow-Land, Vierlinden                       |
| Waldsieversdorf            | Gemeinde     | Amt Märkische Schweiz, Waldsieversdorf            |
| Wegendorf                  | Ortsteil     | Altlandsberg                                      |
| Wendtshof                  | Wohnplatz    | Bad Freienwalde (Oder)                            |
| Werbig                     | Ortsteil     | Seelow                                            |
| Werbig                     | Gemeindeteil | Seelow                                            |
| Werbiger Loose             | Wohnplatz    | Seelow                                            |
| Werder                     | Ortsteil     | Amt Märkische Schweiz, Rehfelde                   |
| Werder                     | Gemeindeteil | Amt Seelow-Land, Lindendorf                       |
| Wesendahl                  | Ortsteil     | Altlandsberg                                      |
| Wesendahler Mühle          | Wohnplatz    | Altlandsberg                                      |
| Wiesengrund                | Wohnplatz    | Neuenhagen bei Berlin                             |
| Wilhelminenhof             | Gemeindeteil | Amt Golzow, Bleyen-Genschmar                      |
| Wilhelmsaue                | Gemeindeteil | Letschin                                          |
| Wilhelmsauer Loose         | Wohnplatz    | Letschin                                          |
| Wilhelmshof                | Wohnplatz    | Strausberg                                        |
| Wilhelmshof                | Wohnplatz    | Amt Lebus, Lebus                                  |
| Wilhelmshöhe               | Wohnplatz    | Amt Seelow-Land, Lindendorf                       |
| Wilkendorf                 | Gemeindeteil | Altlandsberg                                      |
| Wolfshagen                 | Wohnplatz    | Altlandsberg                                      |
| Wollenberg                 | Gemeindeteil | Amt Falkenberg-Höhe, Höhenland                    |
| Wollup                     | Gemeindeteil | Letschin                                          |
| Wölsickendorf              | Gemeindeteil | Amt Falkenberg-Höhe, Höhenland                    |
| Wölsickendorf-Wollenberg   | Ortsteil     | Amt Falkenberg-Höhe, Höhenland                    |
| Worin                      | Ortsteil     | Amt Seelow-Land, Vierlinden                       |
| Wriezen                    | Stadt        | Wriezen                                           |
| Wriezener Damm             | Wohnplatz    | Amt Barnim-Oderbruch, Neutrebbin                  |
| Wubrigsberg                | Wohnplatz    | Amt Barnim-Oderbruch, Neutrebbin                  |
| Wuhden                     | Gemeindeteil | Amt Lebus, Podelzig                               |
| Wulkow                     | Ortsteil     | Amt Lebus, Lebus                                  |
| Wulkow                     | Gemeindeteil | Amt Lebus, Lebus                                  |
| Wulkow                     | Ortsteil     | Amt Seelow-Land, Neuhardenberg                    |
| Wulkow                     | Gemeindeteil | Amt Seelow-Land, Neuhardenberg                    |
| Wuschewier                 | Gemeindeteil | Amt Barnim-Oderbruch, Neutrebbin                  |
| Wüste Kunersdorf           | Gemeindeteil | Amt Lebus, Lebus                                  |
| Wustrow                    | Ortsteil     | Amt Barnim-Oderbruch, Oderaue                     |
| Zäckericker Loose          | Ortsteil     | Amt Barnim-Oderbruch, Oderaue                     |
| Zäckericker Loose          | Gemeindeteil | Amt Barnim-Oderbruch, Oderaue                     |
| Zechin                     | Ortsteil     | Amt Golzow, Zechin                                |
| Zechin                     | Gemeindeteil | Amt Golzow, Zechin                                |
| Zechiner Loose             | Gemeindeteil | Amt Golzow, Zechin                                |
| Zelliner Loose             | Wohnplatz    | Letschin                                          |
| Zernickow                  | Wohnplatz    | Seelow                                            |
| Zinndorf                   | Ortsteil     | Amt Märkische Schweiz, Rehfelde                   |
| Zollbrücke                 | Gemeindeteil | Amt Barnim-Oderbruch, Oderaue                     |
| Zuckerfabrik               | Gemeindeteil | Bad Freienwalde (Oder)                            |